# Abfaltersbach (Gemeinde Gloggnitz)
Abfaltersbach (früher auch Apfaltersbach) ist eine Ortschaft und eine Katastralgemeinde der Gemeinde Gloggnitz im Bezirk Neunkirchen in Niederösterreich.

## Geografie
Die Streusiedlung liegt südlich von Heufeld und südöstlich von Schmidsdorf am Fuß des Eichbergs (818 m ü. A.), auf dem sich östlich die Streusiedlung Eichberg befindet.

## Siedlungsentwicklung
Zum Jahreswechsel 1979/1980 befanden sich in der Katastralgemeinde Abfaltersbach insgesamt 5 Bauflächen mit 2.784 m² und 11 Gärten auf 33.703 m², 1989/1990 gab es 5 Bauflächen. 1999/2000 war die Zahl der Bauflächen auf 11 angewachsen und 2009/2010 bestanden 7 Gebäude auf 11 Bauflächen.

## Geschichte
Im Jahr 1822 wurde der Ort als Amt mit drei Häusern genannt, das teilweise nach Gloggnitz und teilweise nach Payerbach eingepfarrt war, wohin auch die Kinder eingeschult wurden. Die Herrschaft Reichenau besaß die Ortsobrigkeit, die Herrschaft Neunkirchen übte die Landgerichtsbarkeit aus und die Herrschaft Gloggnitz besorgte die Konskription. Die Untertanen und Grundholde des Ortes gehörten der Pfarr ePittne und der Herrschaft Seebenstein. Laut Adressbuch von Österreich war im Jahr 1938 in Abfaltersbach ein Schuster ansässig.

## Bodennutzung
Die Katastralgemeinde ist landwirtschaftlich geprägt. 17 Hektar wurden zum Jahreswechsel 1979/1980 landwirtschaftlich genutzt und 7 Hektar waren forstwirtschaftlich geführte Waldflächen. 1999/2000 wurde auf 19 Hektar Landwirtschaft betrieben und 7 Hektar waren als forstwirtschaftlich genutzte Flächen ausgewiesen. Ende 2018 waren 19 Hektar als landwirtschaftliche Flächen genutzt und Forstwirtschaft wurde auf 8 Hektar betrieben. Die durchschnittliche Bodenklimazahl von Abfaltersbach beträgt 27,1 (Stand 2010).